# Henryk Umiastowski
Henryk Umiastowski (ur. w 1878 – zm. 22 października 1953 w Gdańsku) – inżynier technolog, organizator przemysłu zbrojeniowego w II Rzeczypospolitej i stoczniowego po II wojnie światowej.

## Życie
Studiował i ukończył Wydział Mechaniczny Instytutu Technologicznego w Petersburgu (1903). W okresie studiów był czynnym członkiem PPS. Po studiach pracował w stoczni w Petersburgu. Podczas I wojny światowej służył jako starszy lejtnant w armii rosyjskiej. Był głównym inżynierem stoczni wojennej „Russud” w Nikołajewie, nadzorującym prace przy budowie pancernika „Императрица Екатерина Великая”.
W latach 1920–1932 dyrektor i naczelny inżynier Zakładów Starachowickich. W latach 1926–1928 pierwszy przewodniczący oddziału Stowarzyszenia Techników Polskich w Starachowicach. Członek komitetu budowy kościoła Wszystkich Świętych w Starachowicach (1922-1923). W latach 1933–1939 dyrektor Warszawskiej Fabryki Kabli S.A i Wytwórni Elektrotechniki Motoryzacyjnej należących do 1935 do czeskiego koncernu Skoda, a po nacjonalizacji Państwowych Zakładów Lotniczych (PZL) we Włochach pod Warszawą. Od 1935 członek Rady Polskiego Związku Przemysłowców Metalowych, a w latach 1937-1939 prezes zarządu Grupy Przemysłu Elektrotechnicznego PZPM. Był także członkiem Komisji Pracy Centralnego Związku Przemysłu Polskiego oraz zarządu okręgu warszawskiego Ligi Morskiej i Kolonialnej (1935).
Po II wojnie światowej z polecenia Eugeniusza Kwiatkowskiego pierwszy dyrektor naczelny Zjednoczenia Stoczni Polskich (1945-1946), jego zastępcą był Witold Urbanowicz. Przez niespełna 11 miesięcy swojego urzędowania doprowadził do uruchomienia w kraju produkcji stoczniowej. Jego śmiały plan utworzenia konsorcjum przemysłowego polsko-duńsko-czeskiego, w formie spółki akcyjnej skarbu państwa z udziałem kapitału zagranicznego, był w istocie propozycją stworzenia rentownej produkcji stoczniowej opartej na zasadach kapitalistycznych. Przedstawienie tej koncepcji podczas konferencji 22 czerwca 1946 kosztowało go utratę stanowiska. Następnie pracował jako inżynier w stoczni w Gdańsku. Autor opracowań dot. budowy statków, m.in. Usuwanie naprężeń w spawanym poszyciu okrętów (1948), Duże trawlery dla Portugalii (1948).
Pochowany na Cmentarzu Centralnym - Srebrzysko w Gdańsku (rejon: V, nr kwatery: POL VI, rząd: 1, nr grobu: 69).

## Życie prywatne
Ożenił się z Marią z Taborskich, mieli syna absolwenta Szkoły Głównej Handlowej w Warszawie - Witolda (1906-1972).